# The Big Kick
The Big Kick est un film américain réalisé par Warren Doane (de) sur un scénario de H. M. Walker, sorti en 1930.

## Synopsis
Des contrebandiers tentent de faire passer de l'alcool illégalement à travers les frontières des États, caché à l'intérieur de mannequins dans un autobus. La police intercepte les bandits, et Harry décide qu'il est de son devoir civique de s'occuper des mannequins, qu'il appelle « les ivrognes ». Il peine à les relever, braquant une arme sur eux pour les dissuader de fuir.

## Fiche technique
- Réalisation : Warren Doane (de)
- Scénario : H. M. Walker
- Producteur : Hal Roach
- Directeur de la photographie : George Stevens
- Montage : Richard C. Currier
- Durée : 2 bobines[2]
- Date de sortie : 29 mars 1930

## Distribution
- Harry Langdon : Harry
- Judith Barrett : la fiancée de Harry
- Edgar Kennedy : policier
- Bob Kortman : contrebandier
- Sam Lufkin: contrebandier
- Nelson McDowell : l'automobiliste
- Jack Hill : non crédité

## Production
Le film a été tourné aux Hal Roach Studios à Culver City en Californie.